# Al-Ajjat
Al-Ajjat (arab. العياط) – miasto w Egipcie w muhafazie Giza, na zachodnim brzegu Nilu. W 2006 roku liczyło 34 586 mieszkańców.
20 lutego 2002 roku miał w okolicy miasta miejsce pożar pociągu Kair-Asuan. W jego wyniku zginęły 372 osoby.
8 grudnia 2008 na przedmieściach miasta miały miejsce dwa tragiczne wypadki autokarów. W pierwszym co najmniej 15 uczniów zginęło, kiedy autobus wywrócił się. Kolejnych 11 osób zginęło, a ponad 30 zostało rannych w wypadku, gdy autobus wypadł z drogi i przewrócił się.
24 października 2009 roku w wyniku katastrofy kolejowej w Al-Ajjat, zginęło 50 osób, a ponad 30 zostało rannych.